# Coupe Astor 1916
La Coupe Astor 1916 ou II Astor Cup Race est un Grand Prix qui s'est tenu sur le circuit de Sheepshead Bay Speedway le 30 septembre 1916.

## Classement de la course
| Pos. | Grille | Pilote             | Châssis       | Tours | Temps/Abandon    |
| ---- | ------ | ------------------ | ------------- | ----- | ---------------- |
| 1    | 9      | Johnny Aitken      | Peugeot       | 125   | 2 h 23 min 4 s 1 |
| 2    |        | Eddie Rickenbacker | Maxwell       | 125   | + 1 min 15 s     |
| 3    |        | Ira Vail           | Hudson        | 125   | + 9 min 57 s     |
| 4    | 10     | Jack LeCain        | Delage        | 125   | + 10 min 38 s    |
| 5    |        | Eddie Pullen       | Mercer        | 125   | + 14 min 22 s    |
| 6    | 11     | Art Klein (en)     | Crawford (en) | 125   | + 14 min 57 s    |

- Légende: Abd.=Abandon - Dsq.=Disqualifié - Np.=Non partant.

## Pole position et record du tour
- Pole position :
- Meilleur tour en course :